# متعادل‌سازی بار (برق قدرت)

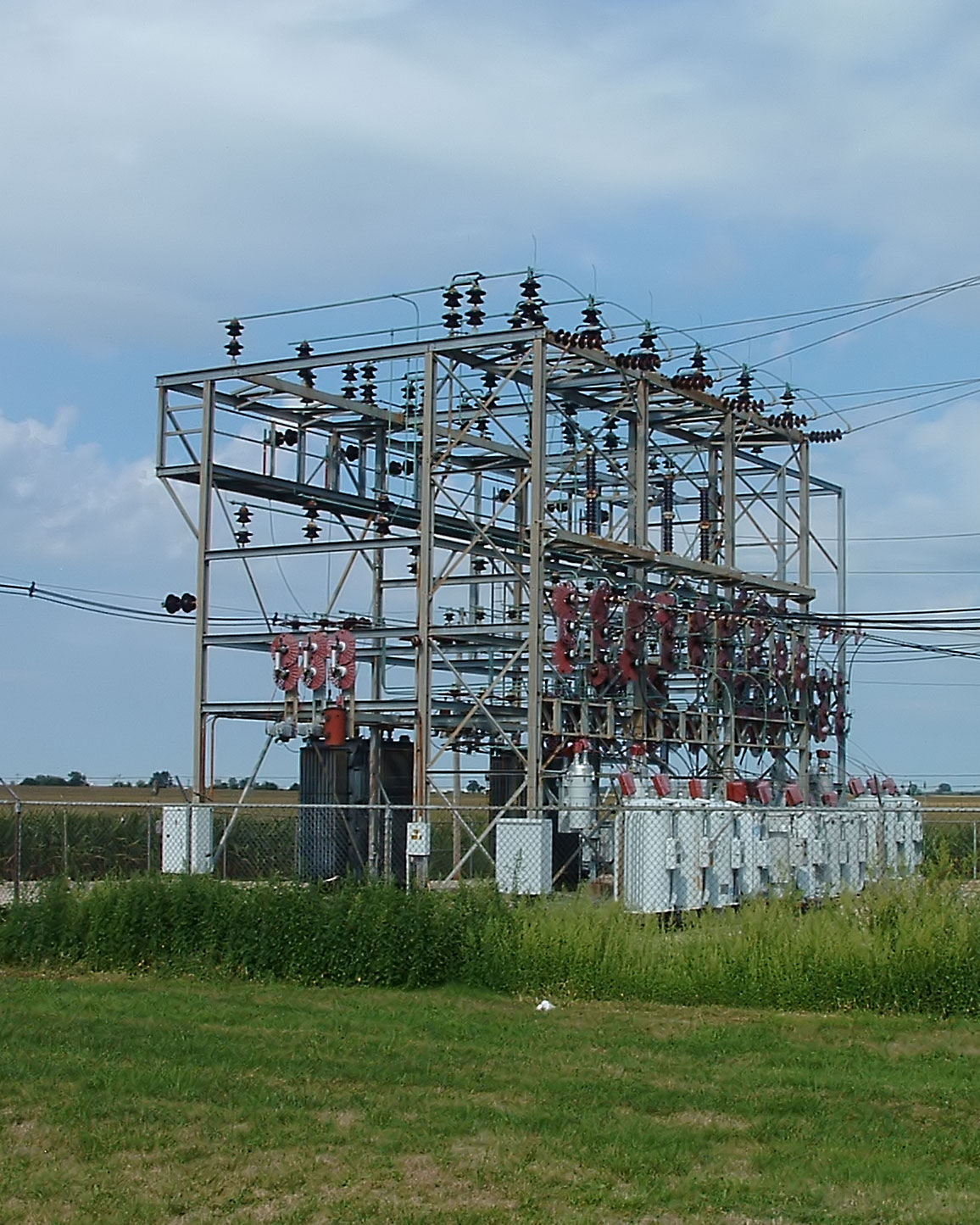
پست برق

متعادل‌سازی بار، تطبیق‌سازی بار یا ذخیره قله تقاضای روزانه به استفاده از فنون مختلف توسط نیروگاه‌های برق برای ذخیره نیروی الکتریکی اضافی در دوره‌های تقاضای کم برای آزادسازی با افزایش تقاضا اشاره دارد. هدف این است که سامانه منبع تغذیه دارای ضریب بار ۱ باشد.
ذخیره انرژی شبکه برق را در شبکه انتقال فراتر از مشتری ذخیره می‌کند. ازطرف‌دیگر، می‌تواند ذخیره‌سازی را توزیع کرد و مشتری را درگیر کرد، برای مثال در گرم‌کن‌های ذخیره‌ساز که تعرفه‌های پاسخگویی به تقاضا را دارند مانند اکونومی ۷ بریتانیا یا در سامانه خودرو-به-شبکه برای استفاده از ذخیره از خودروهای الکتریکی درطول زمان اوج مصرف و سپس پرکردن آن در زمان‌های کم‌باری. اینها مستلزم مشوق‌هایی برای مشارکت مصرف‌کنندگان است، که معمولاً با ارائه نرخ‌های ارزان‌تر برای برق زمان کم-باری مصرف می‌باشد.

## باتری و شبکه هوشمند
مرکز تلفن اغلب دارای آرایه‌هایی از باتری‌ها در زیرزمین‌های خود برای تأمین برق تجهیزات هستند و در گذشته سامانه‌های مترو مانند متروی لندن نیروگاه‌های خود را داشتند، نه تنها مقداری افزونگی می‌دادند، بلکه از شبکه برای متعادل‌سازی بار نیز استفاده می‌کردند. امروزه این منابع اغلب با تأمین مستقیم از شبکه جایگزین‌شده‌اند و بنابراین دیگر به‌منظور متعادل‌سازی بار در دسترس نیستند.
راه‌حل‌های مشکل متعادل‌سازی بار بر فناوری «شبکه هوشمند» تمرکز دارد، که در آن بسیاری از لوازم مصرفی و صنعتی با استفاده از ابزارهای دیجیتال با شرکت برق ارتباط برقرار می‌کنند و می‌توانند توسط شرکت روشن و خاموش شوند تا در ساعات کم‌باری کار کنند.